# 世界杯体育场站
世界盃體育場站（：／ Woldeukeop-gyeonggijang yeok */?）副站名城山（성산），是首尔地铁6号线沿線的一座地下車站，位於韓國首爾特別市麻浦區城山洞。

## 車站結構
站體為2面2線曲線式設計側式月台的地下車站，候車月台設有月台幕門，並有3處出口。

### 月台配置
| 數碼媒體城 ↑ |
| \| 上        |
| ↓ 麻浦區廳   |

| 月台 | 路線           | 目的地                               |
| ---- | -------------- | ------------------------------------ |
| 下行 | ●首尔地铁6号线 | 數碼媒體城、繒山、賽折、鷹岩方向     |
| 上行 | ●首尔地铁6号线 | 合井、大興、上月谷、烽火山、新內方向 |

## 歷史
- 2000年12月15日：落成啟用。

## 車站周邊
- 麻浦農漁市場
- 蘭芝漢江公園
- 首爾世界盃競技場
- 世界盃公園（朝鲜语：월드컵공원）
- Home plus（朝鲜语：홈플러스）世界盃店
- 上岩CGV
- 上岩Megabox

## 圖片

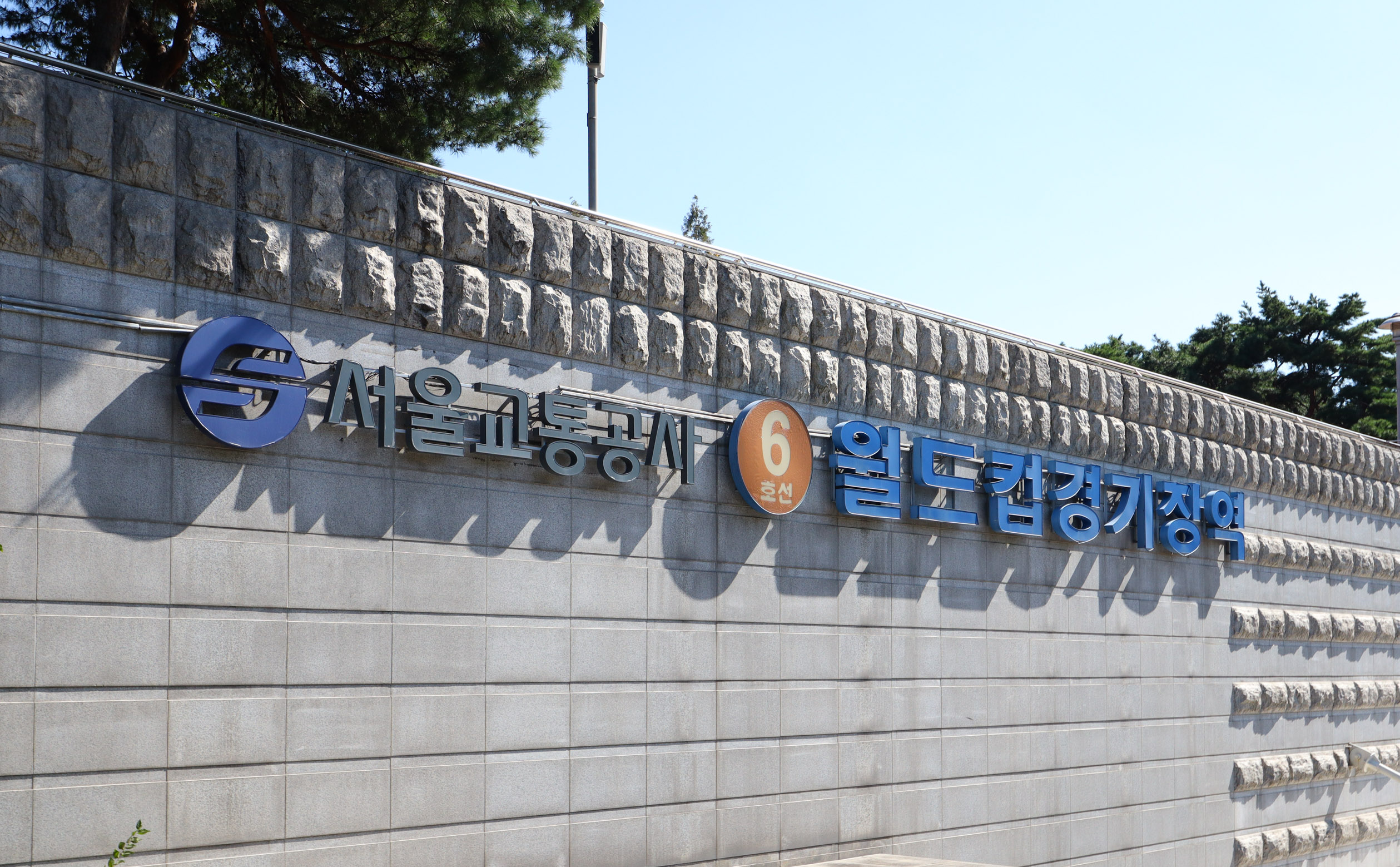
站名告示
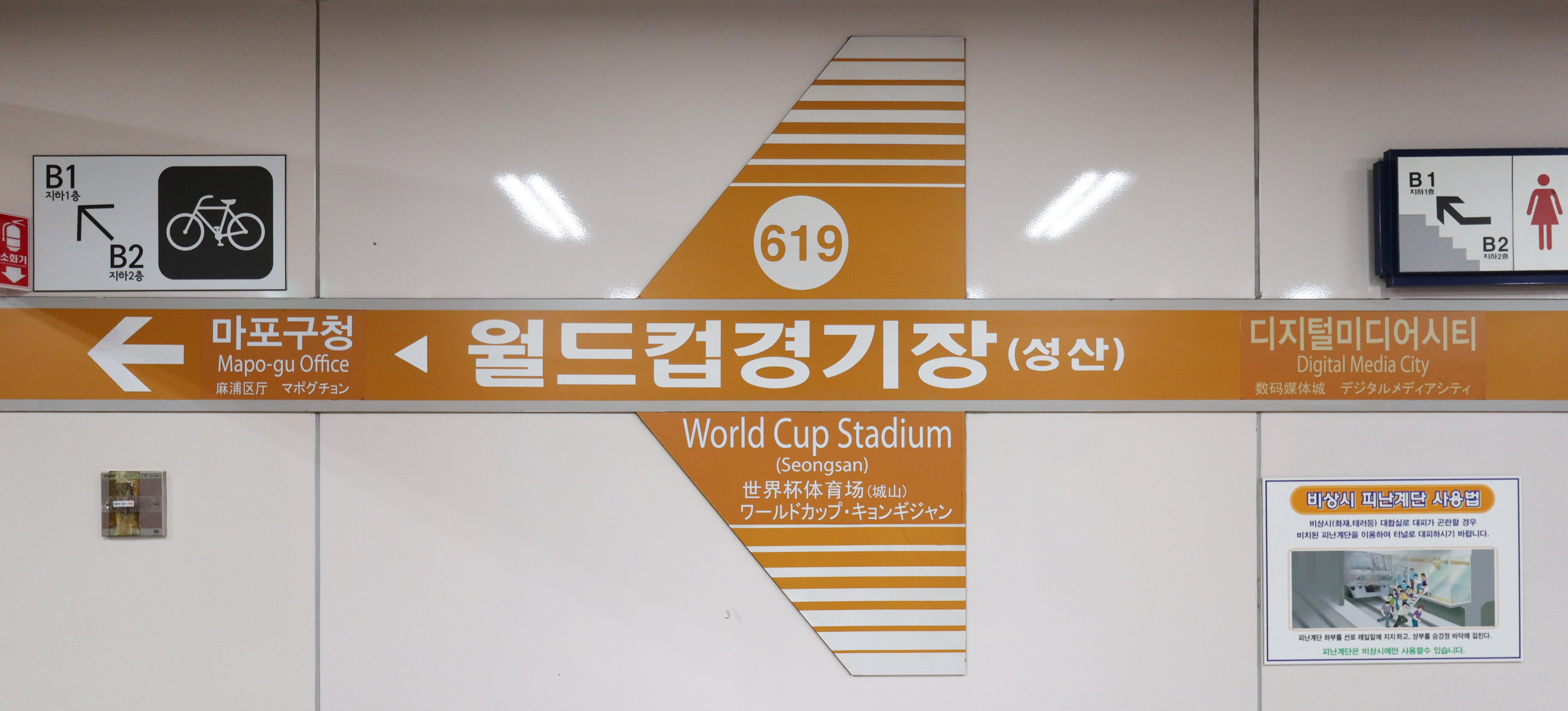
站名牌
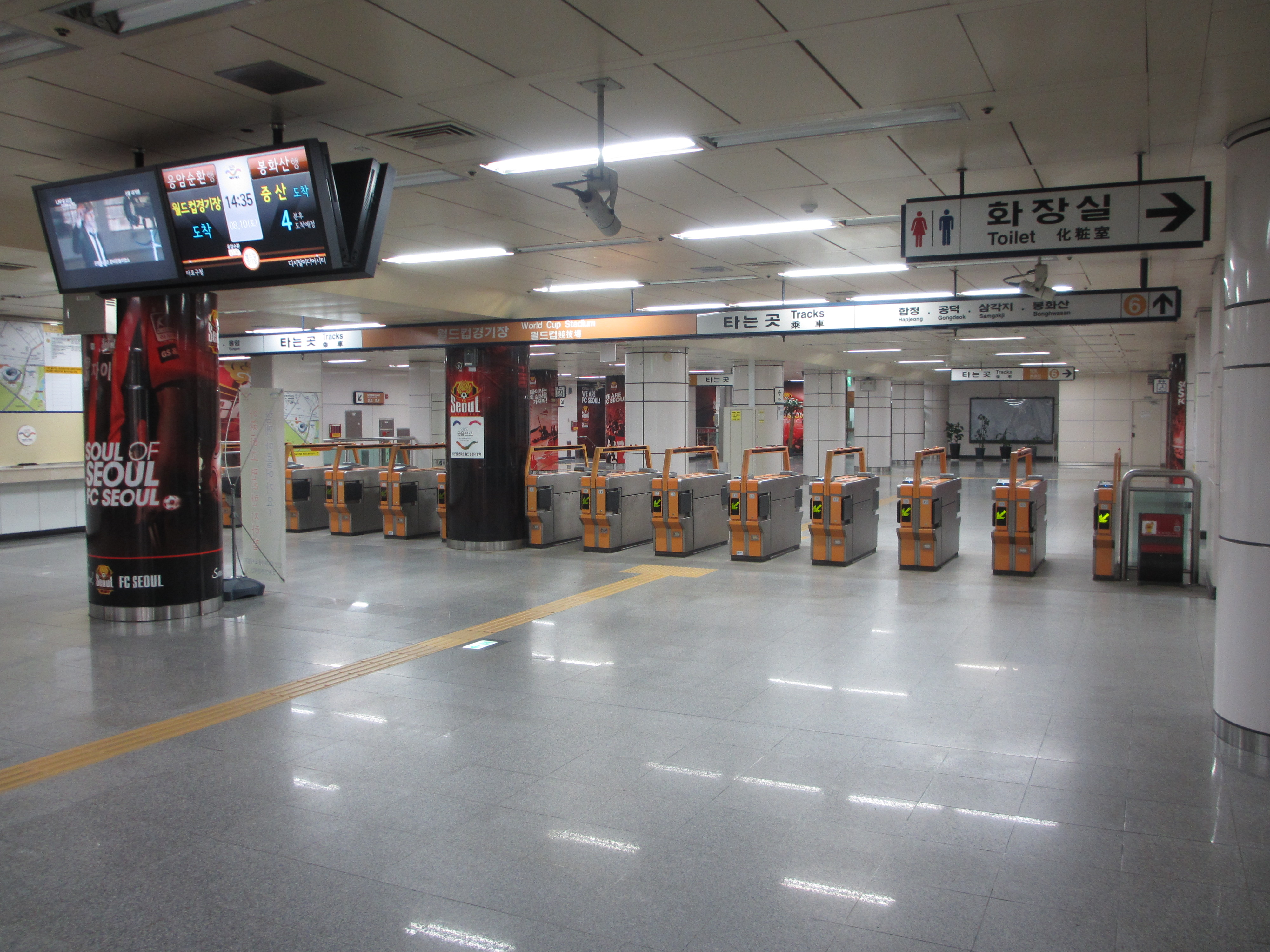
剪票閘口
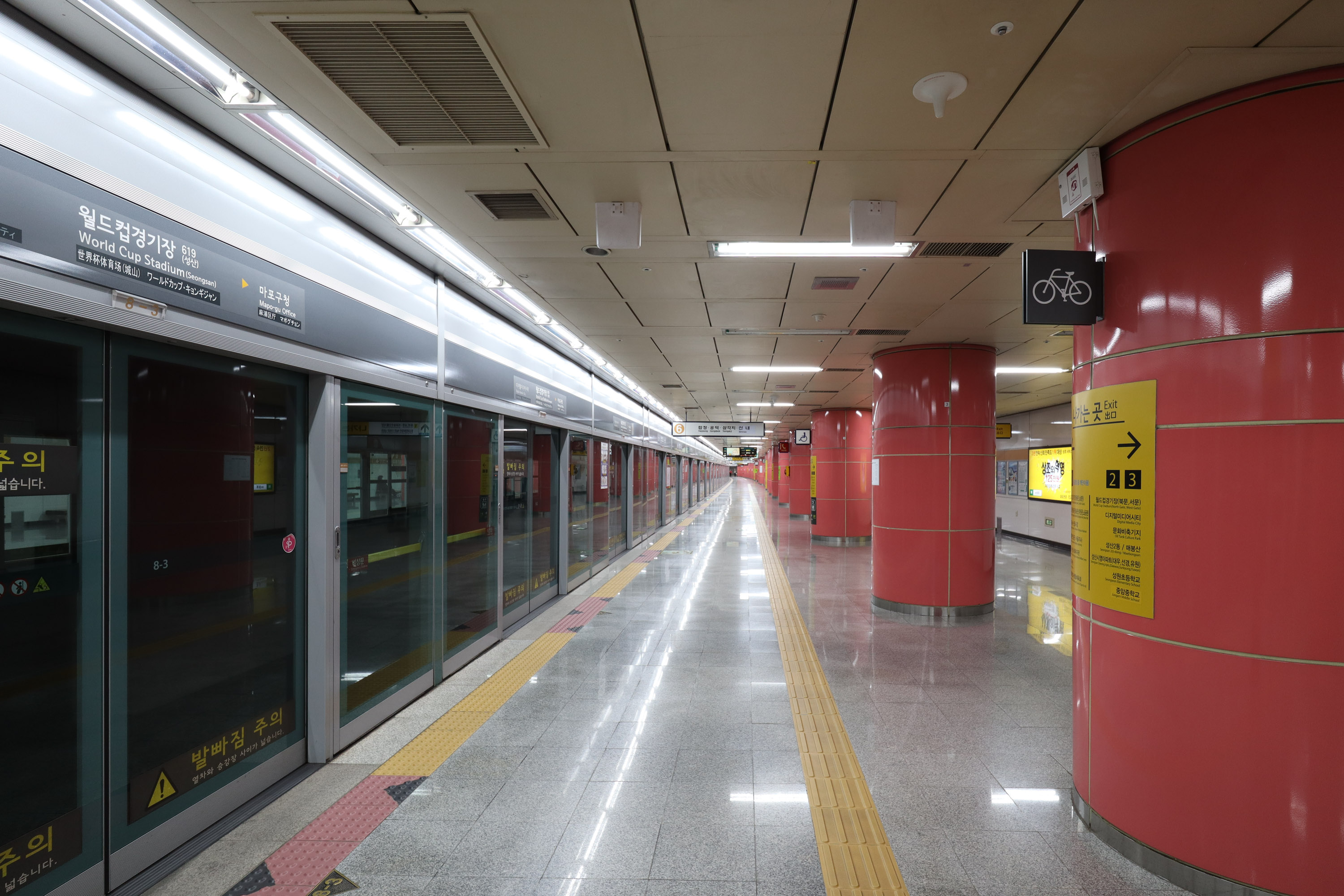
候車月台
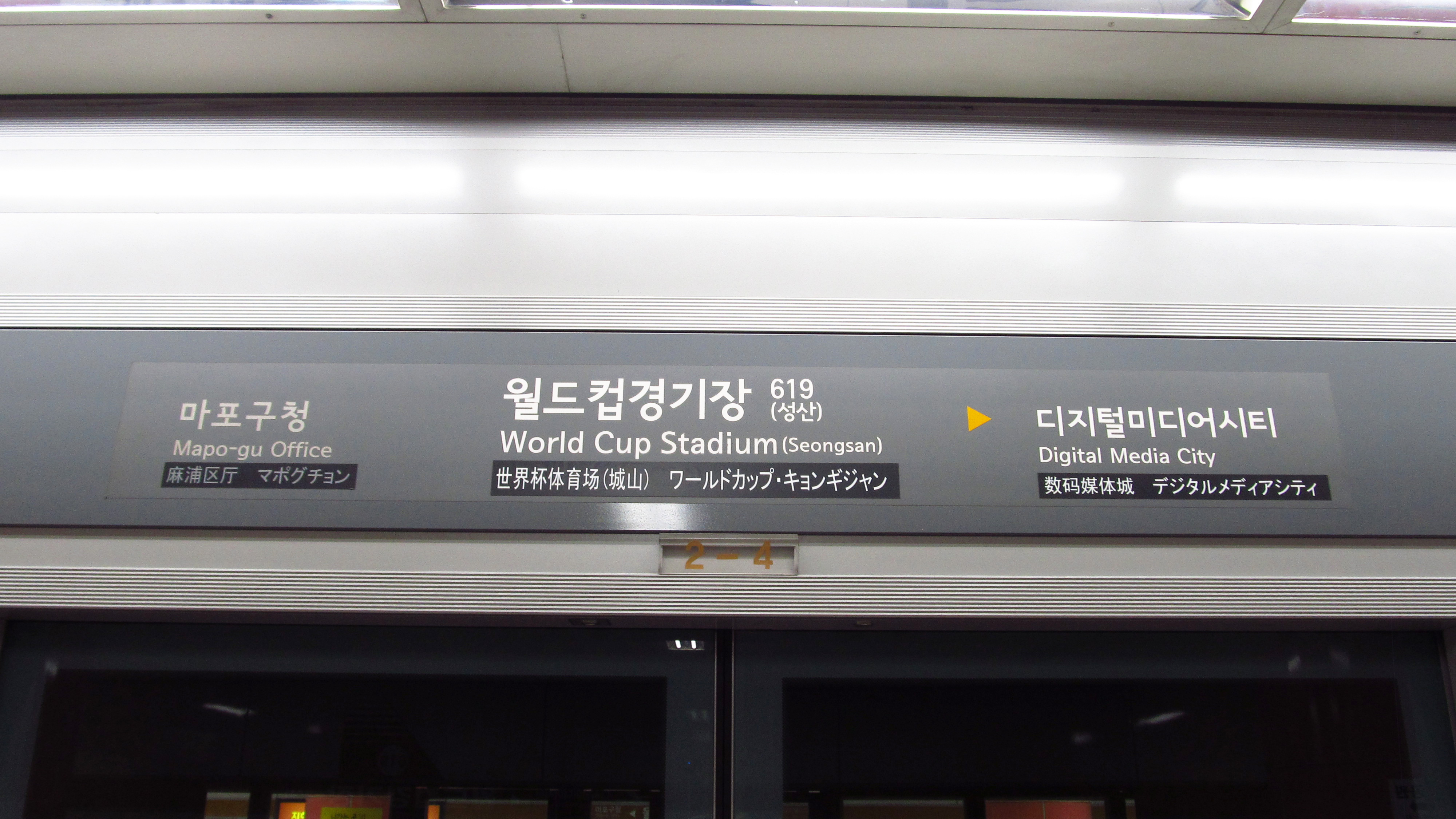
月台門車站資訊
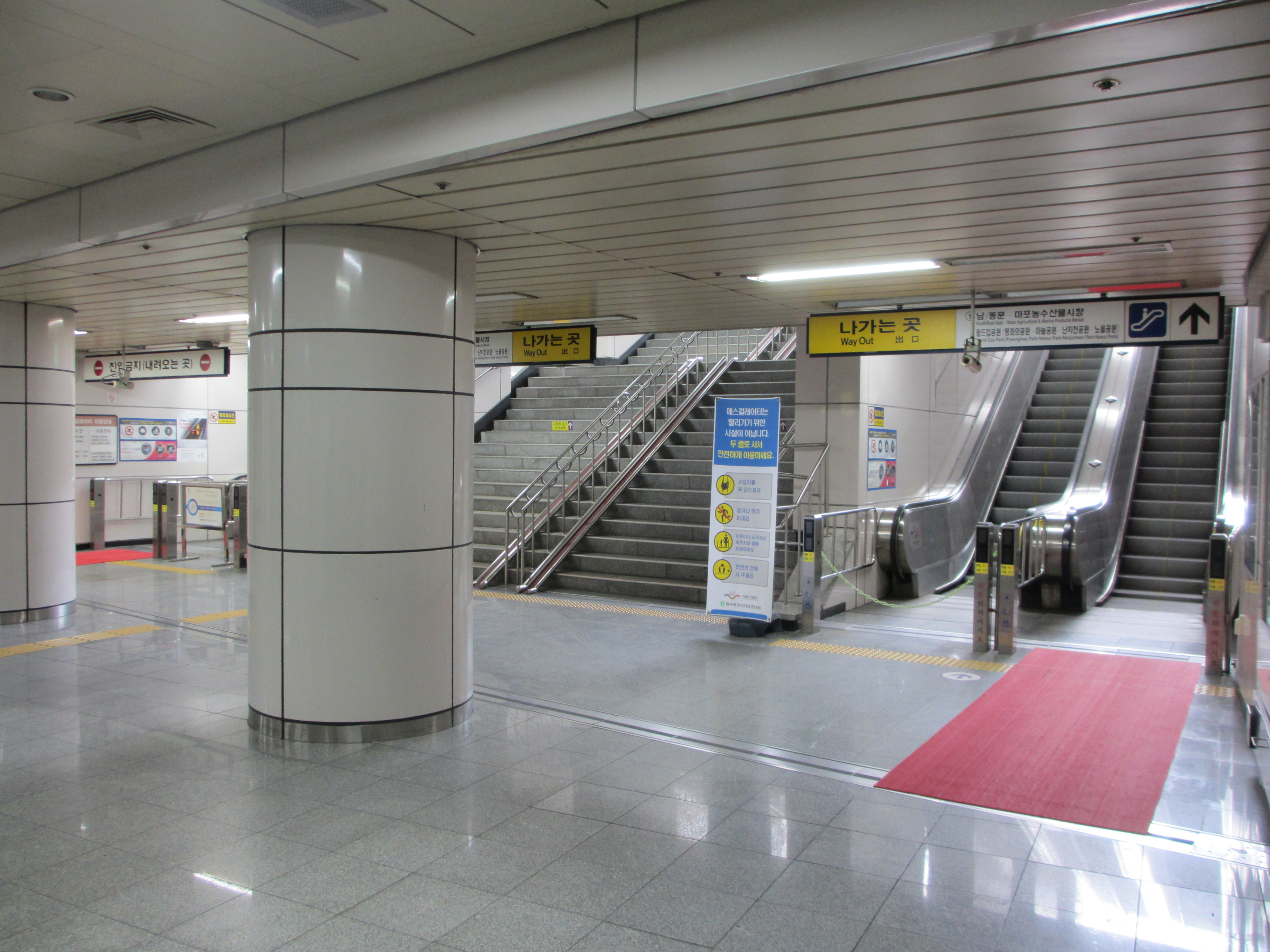
1號出口電扶梯
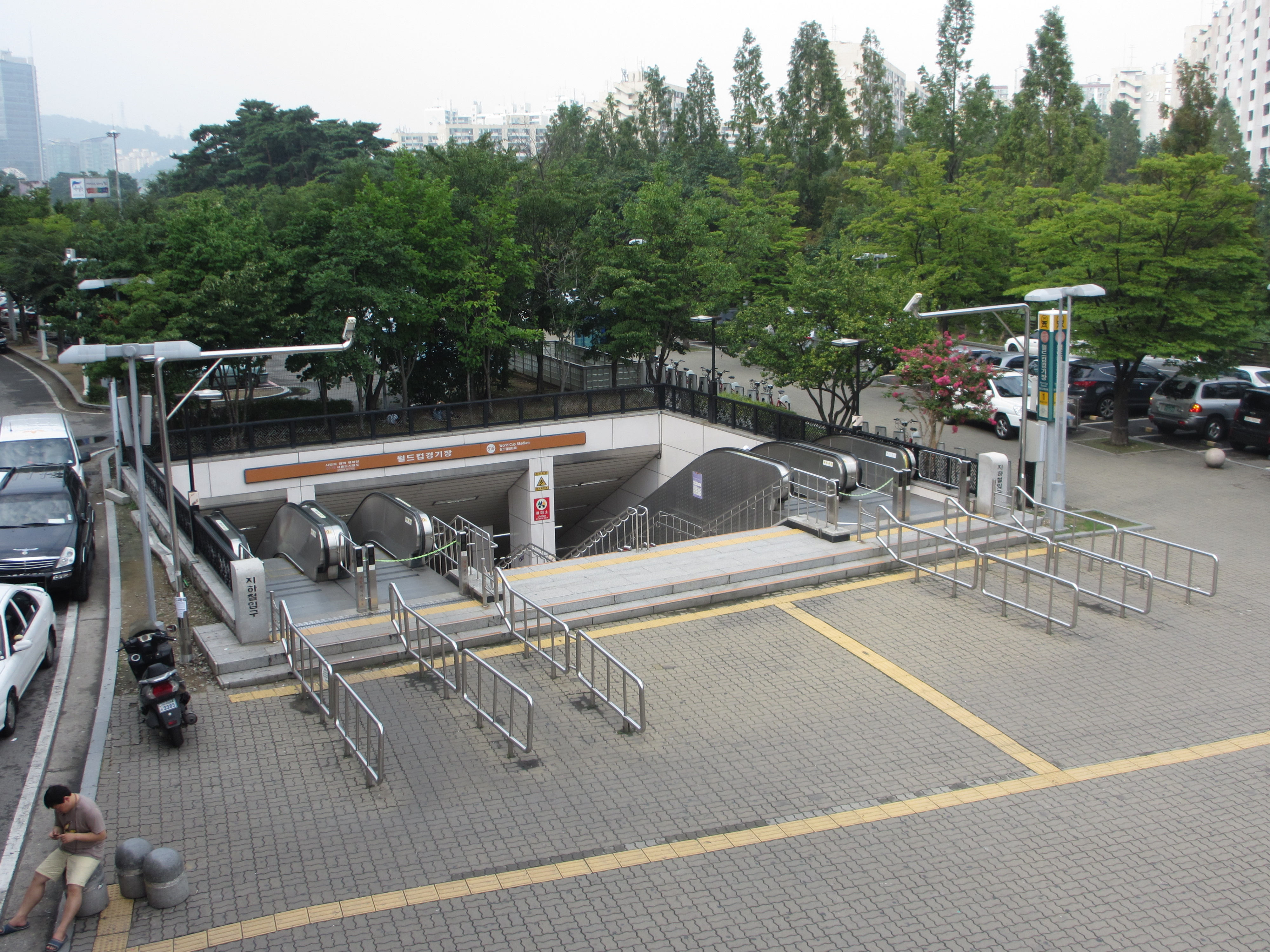
1號出口
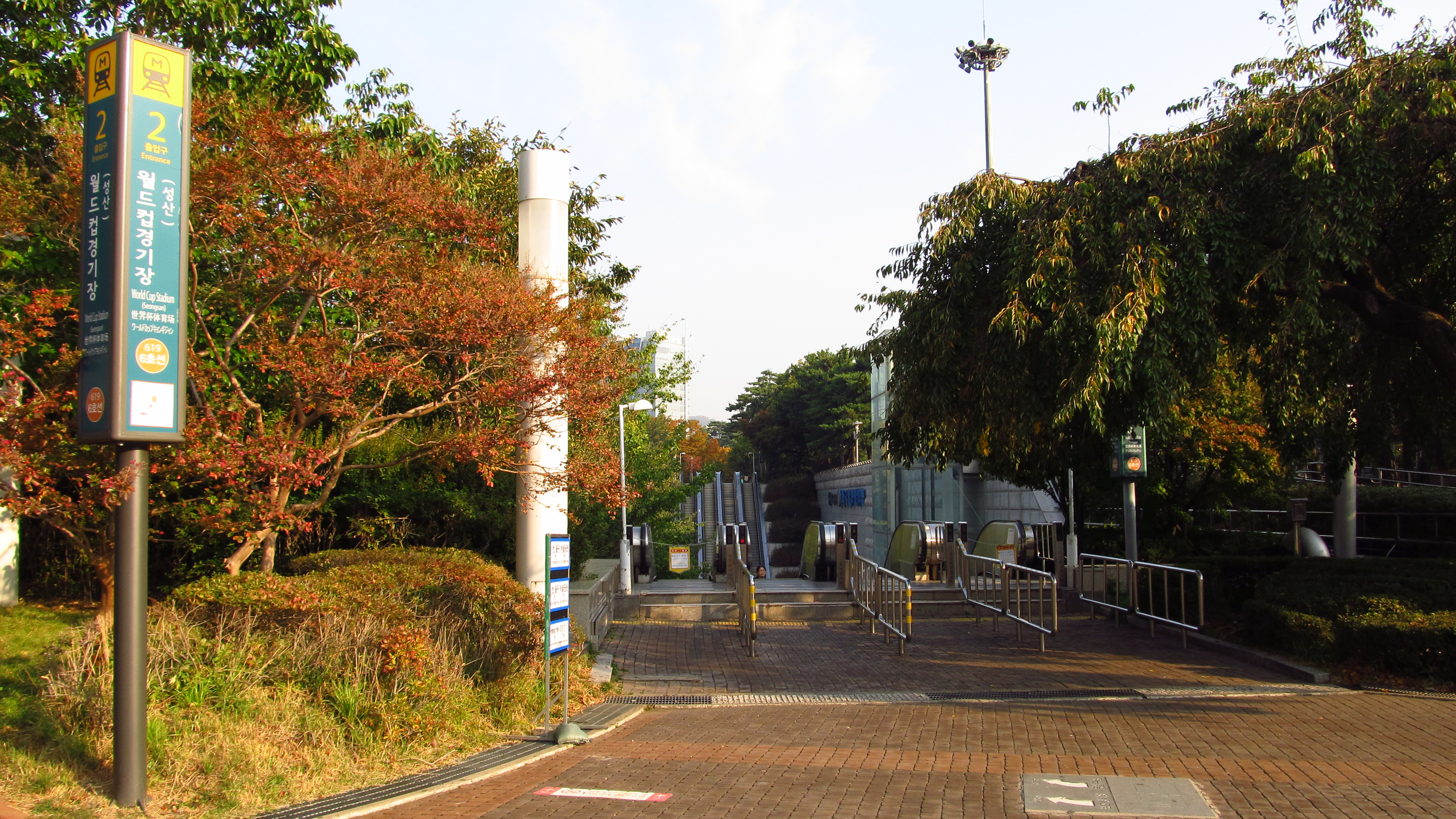
2號出口
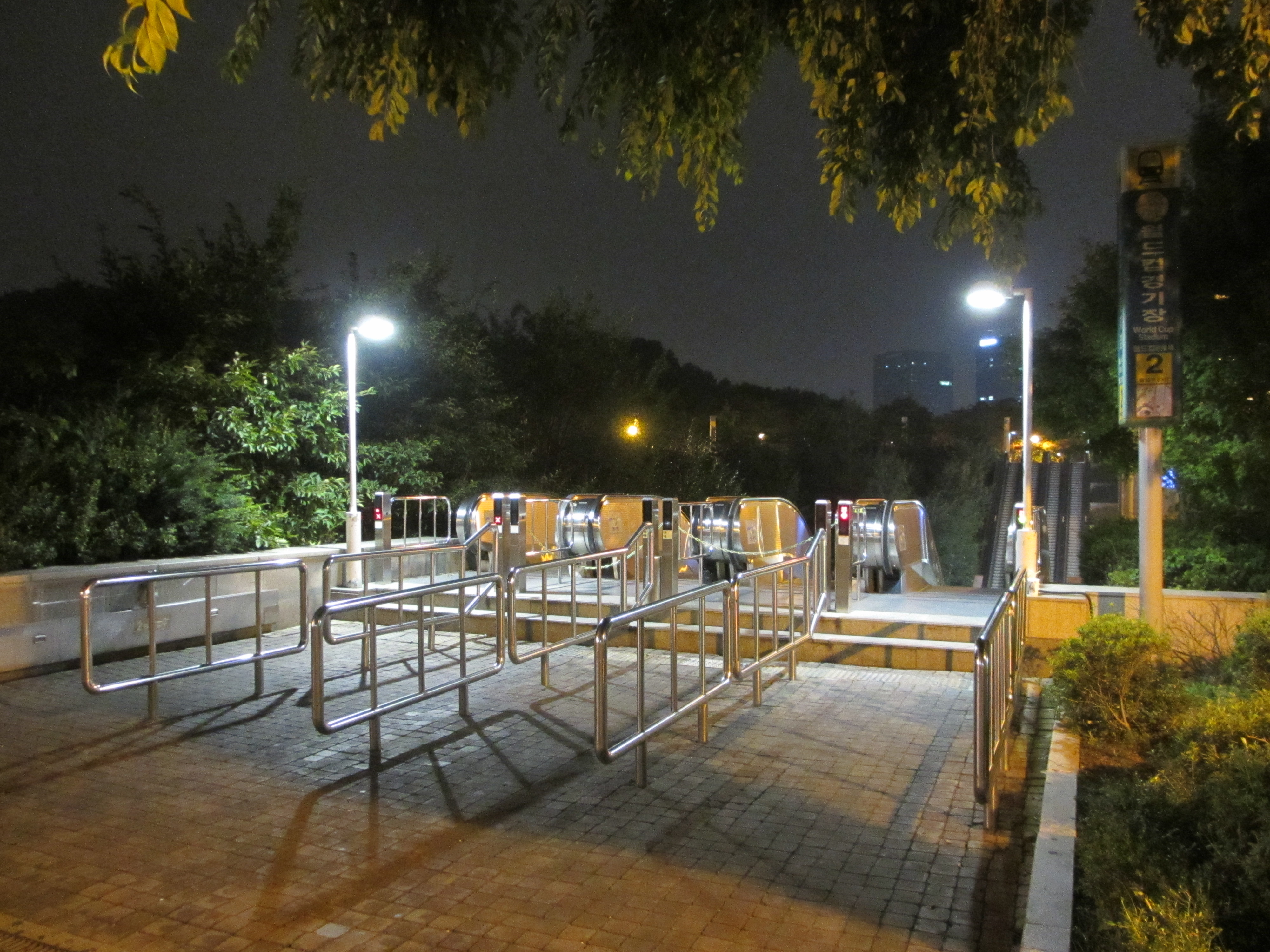
2號出口，夜間
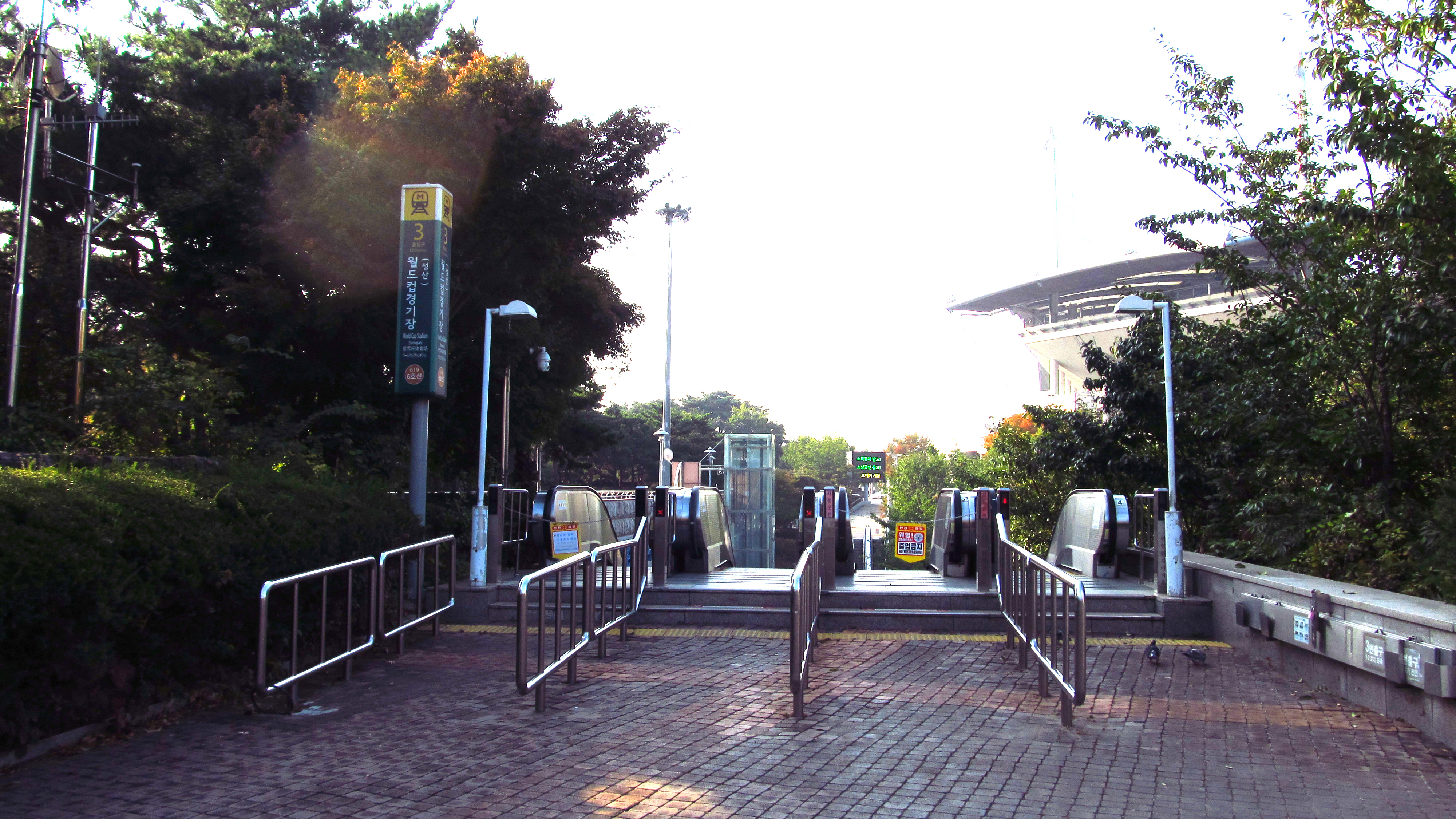
3號出口
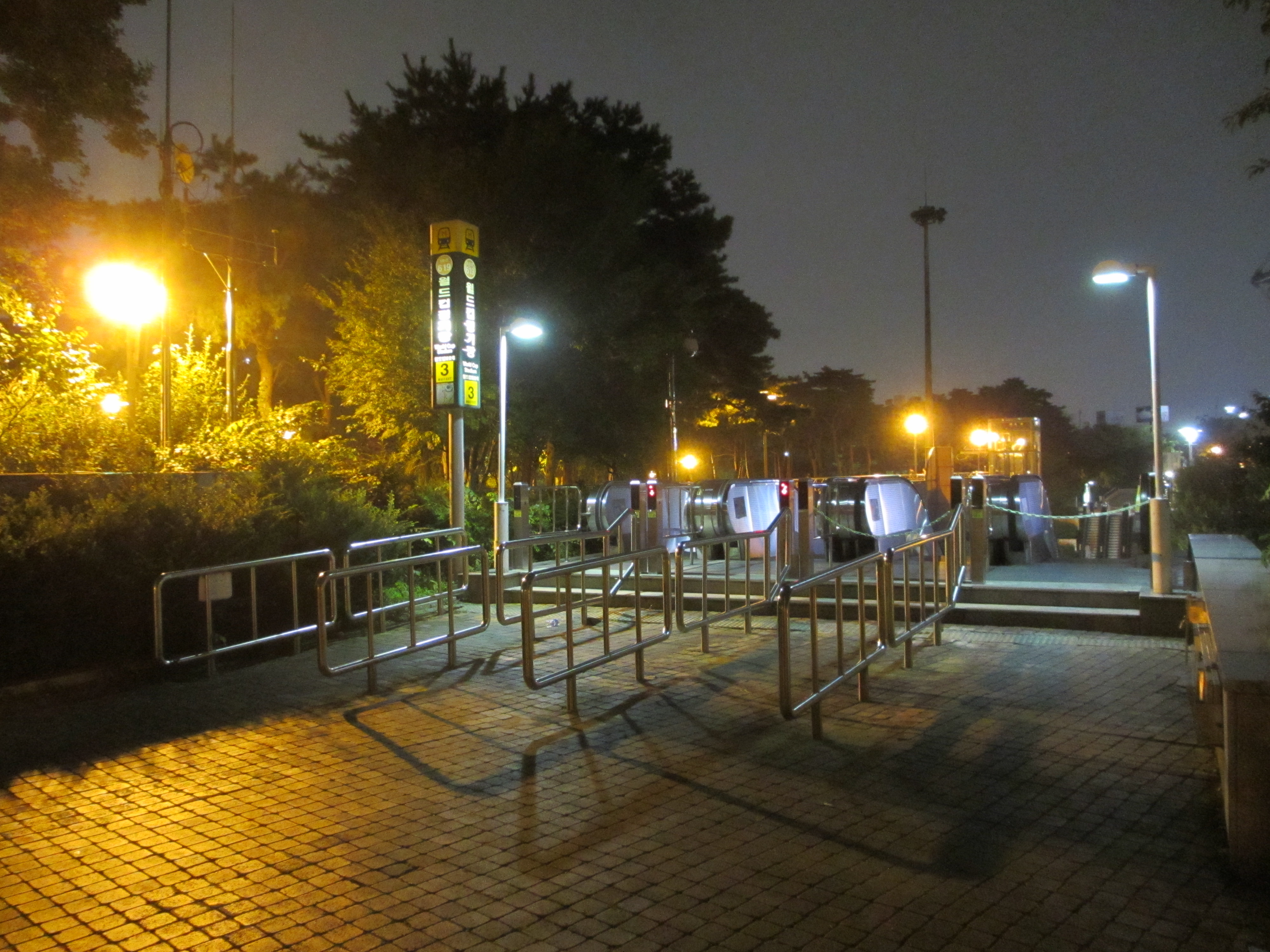
3號出口，夜間
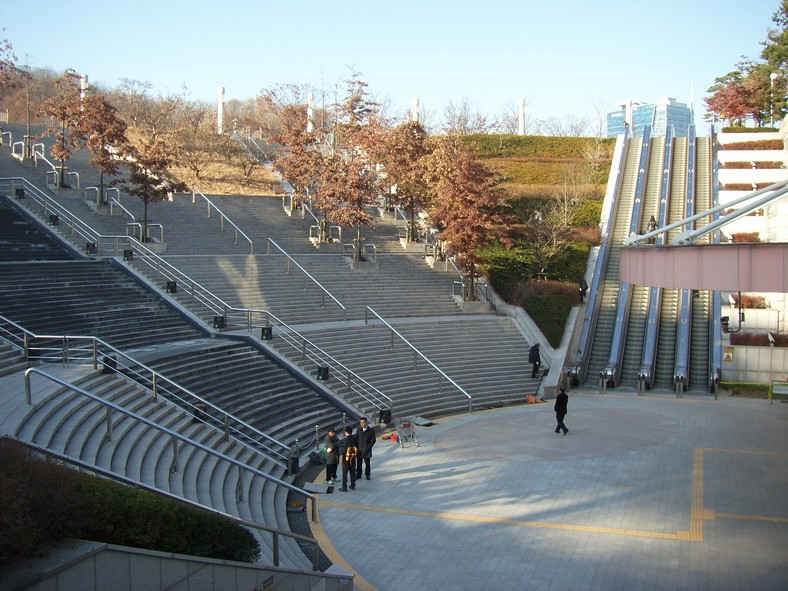
車站前廣場

## 相鄰車站
首爾交通公社
●首尔地铁6号线
數碼媒體城（618）－世界盃體育場（619）－麻浦區廳（620）